# Straßenbahn Sofia
Die Straßenbahn Sofia verkehrt seit dem 14. Januar 1901 in der bulgarischen Hauptstadt. Das Liniennetz umfasst etwa 280 Kilometer. Insgesamt 40 Kilometer Gleis sind regel-, 112 Kilometer schmalspurig mit der außergewöhnlichen Spurweite von 1009 Millimetern. Die meisten Linien verkehren auf Schmal-, nur die Linien 20, 21, 22 und 23 auf Regelspur.
Die Sofioter Straßenbahn ist der einzige Straßenbahnbetrieb in Bulgarien. Eine Ausschreibung für eine Straßenbahn in Plowdiw gab es 1904.
Um den Betrieb in einer so kleinen Stadt rentabel zu gestalten, wurde vorgeschlagen, die Linie bis in die nahegelegene Stadt Assenowgrad zu verlängern. Die französische Gesellschaft Compagnie générale de Construction et de Wagons Lits bekam eine Konzession, aus verschiedenen Gründen wurde das Straßenbahnnetz jedoch nicht gebaut. Es gab keinen zweiten Versuch zum Aufbau einer Straßenbahn in Plowdiw.

## Geschichte

### Die Anfänge bis zum Zweiten Weltkrieg

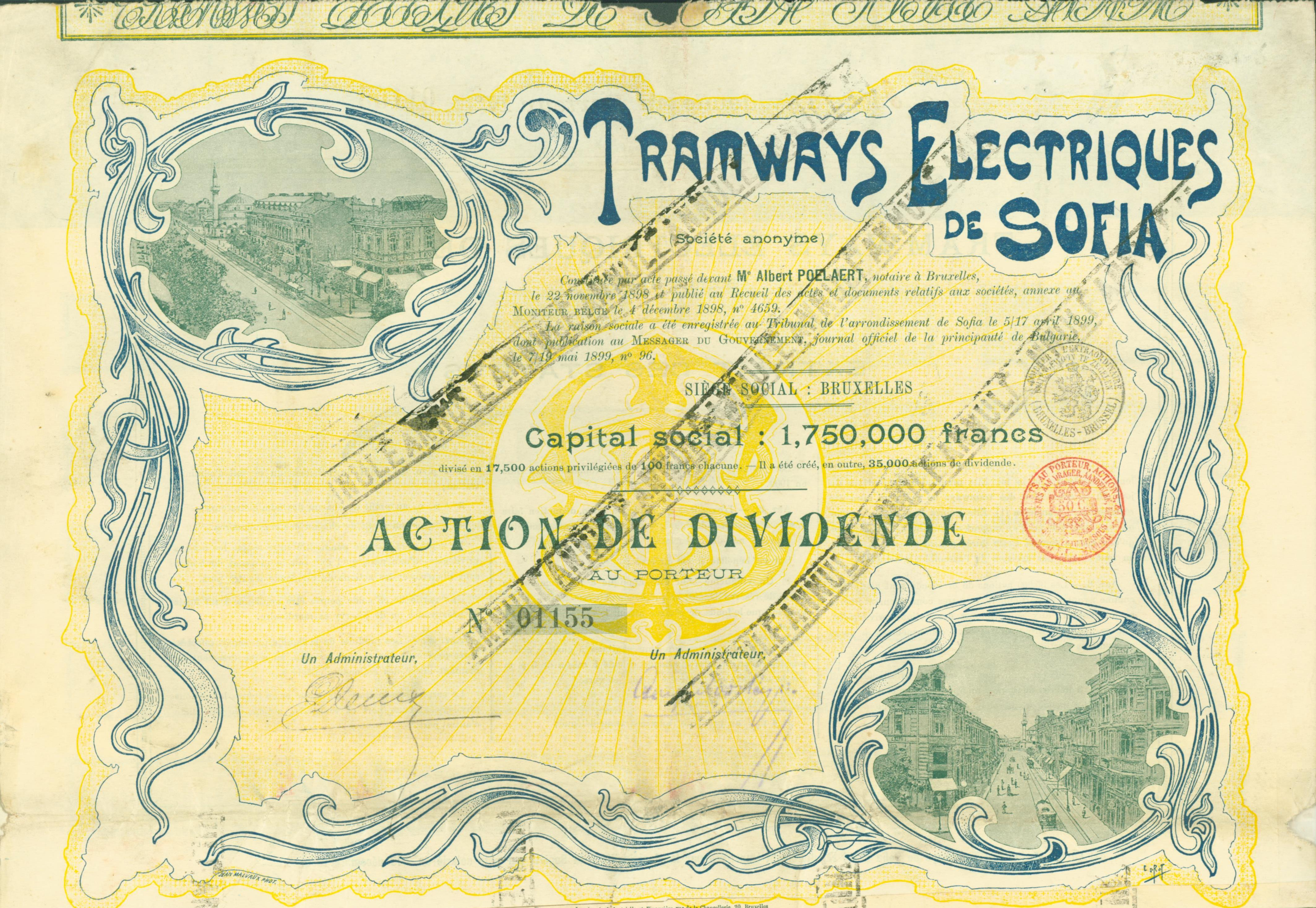
Aktie der Tramways Electriques de Sofia S. A. vom 19. Mai 1899

Die Geschichte der Straßenbahn Sofia begann am 1. Dezember 1898, als die Stadt Sofia an ein belgisches und ein französisches Unternehmen die Konzession zum Bau und Betrieb eines Straßenbahnnetzes erteilte. Die Bauarbeiten dauerten etwa ein Jahr und am 14. Januar 1901 begann der offizielle Betrieb der elektrischen Straßenbahn in Sofia. Der Wagenpark bestand aus 26 Trieb- und 14 Beiwagen des Herstellers Franco-Belge und BBC, die sämtlich zweiachsig mit hölzernem Aufbau waren. Das Netz umfasste sechs Linien mit einer Linienlänge von 23 Kilometern. Die ursprüngliche Spurweite betrug 1000 Millimeter.

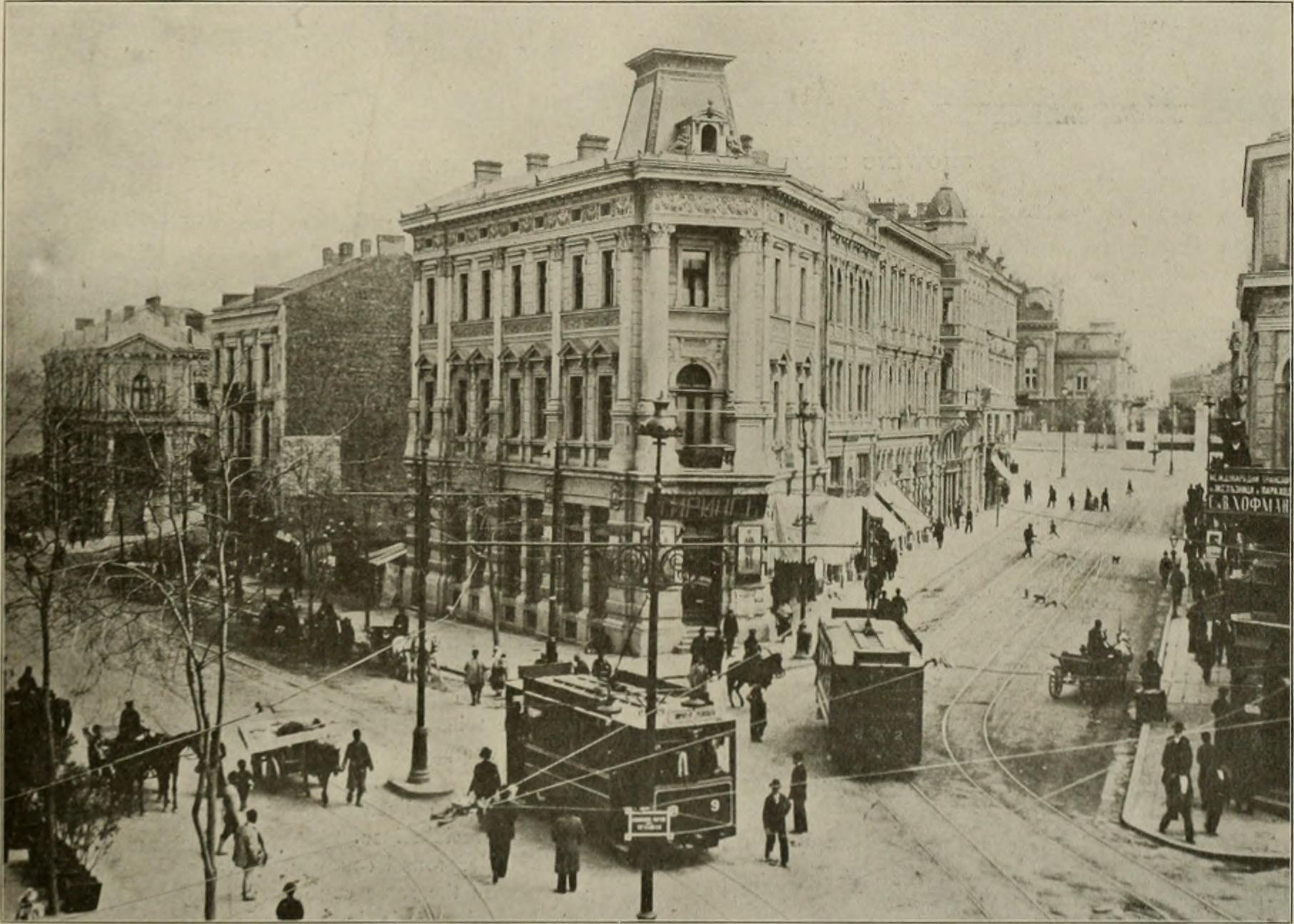
Zwei zweiachsige Straßenbahnbeiwagen Typ Franco-Belge, Anfang des 20. Jahrhunderts an der Kreuzung bul. Dondukov und Targovska-Straße

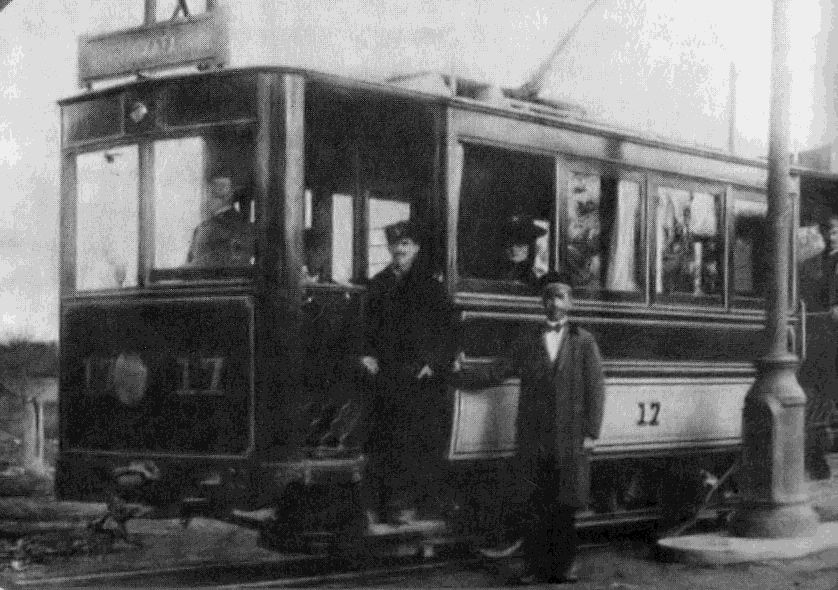
Zweiachsiger Straßenbahntriebwagen der Societe Anonyme des Tramways electriques de Sofia, 1901

In den Jahren 1903 bis 1938 wurde eine große Zahl von Trieb- und Beiwagen verschiedener europäischer Hersteller beschafft – zuerst im Jahr 1908 die ersten sechs vierachsigen Triebwagen »Zeppelin« belgischer Herkunft. Drei dieser Triebwagen wurden bei alliierten Luftangriffen auf Sofia am 10. Januar 1944 zerstört, die anderen drei blieben bis 1976 in Dienst – insgesamt also über 68 Jahre. Die nächste Lieferung von zwölf Triebwagen von Siemens erfolgte im Jahr 1912, gefolgt von zwölf zweiachsigen Trieb- »Charles-le-Roi« und 15 Beiwagen aus Belgien. Nach dem Ersten Weltkrieg fiel aufgrund von Geldmangel und mangelhafter Wartung nacheinander ein Großteil des Fuhrparks aus und im Jahr 1924 waren nur noch 20 Triebwagen in Betrieb. Die Stadtverwaltung ließ den Straßenbahnbetrieb verstaatlichen und bestellte 30 zweiachsige Triebwagen bei Siemens. Sie blieben bis 1968 in Dienst. Da auch größere Wagen benötigt wurden, folgte der Kauf von 15 zweiachsigen Wagen des Herstellers Franco-Belge, die elektrische Ausrüstung stammte von BBC. Sie waren mit zwei Fahrmotoren mit je 25 kW und Knorr-Druckluftbremse ausgerüstet. Im selben Jahr kamen noch zehn vierachsige Triebwagen von »Atelier Metallurgique de Nivelle«, Belgien, nach Sofia. Nachdem der Rückkauf des Straßenbahnbetriebes von der belgischen Firma im Jahr 1927 abgeschlossen wurde, stellte man fest, dass der Gleiszustand miserabel war. Die Abnutzung war so groß, dass die Spurweite nicht mehr der Meterspur entsprach. Es wurde beschlossen, statt einer kostspieligen Sanierung des Netzes einfach die Spurweite der Wagen anzupassen. Die Radsätze wurden auf 1009 mm umgespurt. Gleichzeitig wurde auch ein massiver Netzausbau in Angriff genommen. Sämtliche Strecken wurden zweigleisig ausgebaut, zusätzlich entstanden Wendeschleifen, der bis dahin übliche Pendelbetrieb wurde aufgegeben. Im Jahr 1934 betrug die Gleislänge 67 km, in Betrieb waren 79 Trieb- und 58 Beiwagen, elf Linien wurden bedient. Im selben Jahr wurden 43.738.994 Fahrgäste befördert, was bei der damaligen Einwohnerzahl 197 Fahrten jährlich für jeden Einwohner entsprach.

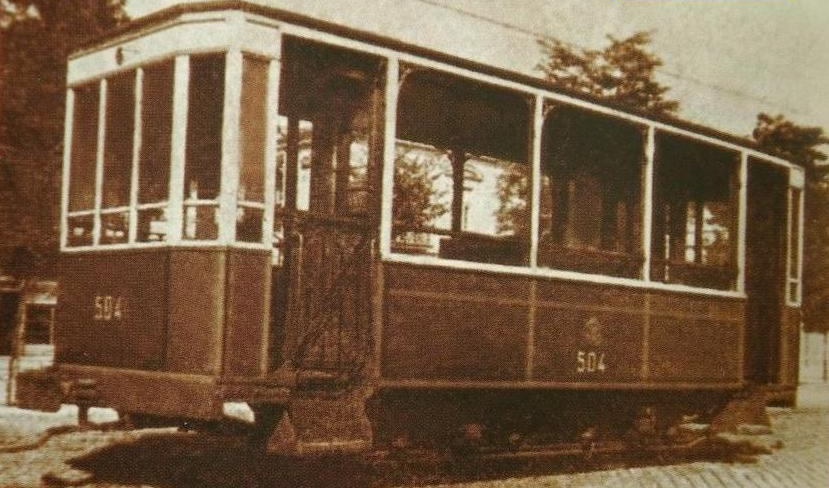
Zweiachsiger Straßenbahnbeiwagen Typ Kardalew, 1930er

Im Jahr 1931 begann unter der Leitung von Teodosij Kardalew die Produktion von Beiwagen aus Teilen ausgemusterter Triebwagen. Diese Beiwagen wurden als Kardalew-Beiwagen bezeichnet. Im Jahr 1936 wurden unter der Bezeichnung DTO (Direktion für Straßenbahn und Licht; bulg. Дирекция на трамваите и осветлението – 1918 gegründet) die erste Kleinserie bulgarischer Triebwagen gebaut. Als Grundlage wurden Fahrgestelle ausgemusterter Wagen verwendet, alle anderen Komponenten waren neu. Die nächste Lieferung westlicher Triebwagen erfolgte in den Jahren 1931 und 1935 mit 15 bzw. 12 zweiachsigen Triebwagen von MAN mit elektrischer Ausrüstung von Siemens. Der letzte Wagen mit der Nummer 92 blieb bis 1976 in Liniendienst und wurde 1999 als Museumswagen rekonstruiert, heute werden damit regelmäßig Nostalgiefahrten durchgeführt. Die letzte Lieferung von Wagenmaterial vor dem Zweiten Weltkrieg erfolgte im Jahr 1938 mit der Bestellung von 20 für seine Zeit sehr moderne Straßenbahnwagen der italienischen Lokomotivhersteller »Ernesto Breda« aus Milano. Die Wagen hatten doppelwandigen Wagenkästen, zwei Fahrmotoren »Marelli« mit jeweils 40 kW Leistung sowie Hand- und Widerstandsbremse.

### Nach 1944 bis zur Einführung der Metro

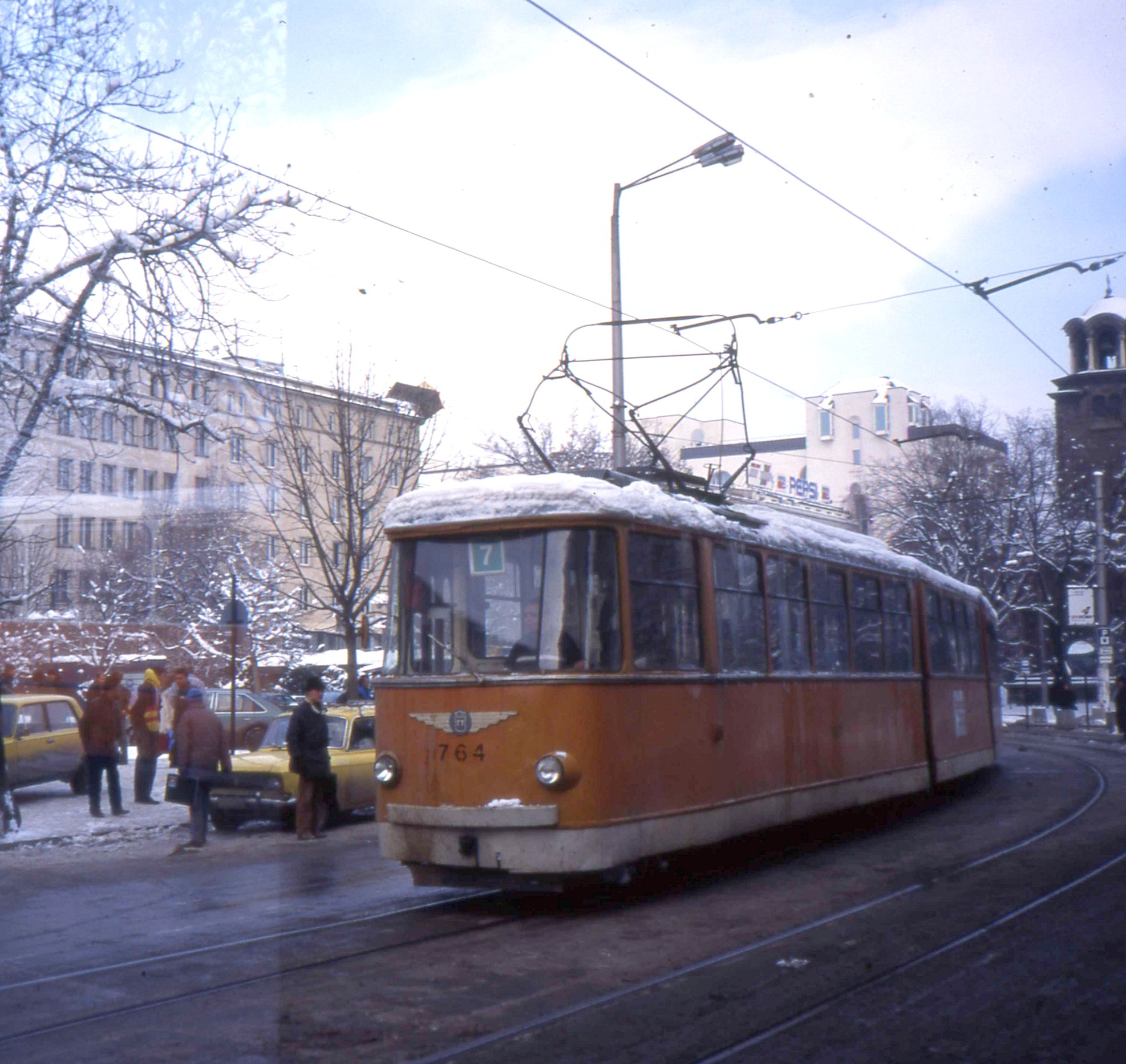
Die Doppelgelenktriebwagen vom Typ Sofia 70 verkehrten zwischen 1964 und 2004

Das erste große Depot wurde im Jahr 1934 im heutigen Stadtviertel Krasno Selo gebaut. Dort wurde 1951 eine Produktionsstätte für Straßenbahntriebwagen eröffnet, Nachfolger der technischen Werkstatt der DTO. In diesem Jahr wurden auch die ersten vierachsigen Triebwagen des Typs Republik geliefert. Es waren die ersten Straßenbahnwagen, die vollständig in Bulgarien gefertigt wurden. Bis 1959 wurden dort zwei Serien mit insgesamt 20 Trieb- und 24 Beiwagen hergestellt. In den Jahren 1959 bis 1962 folgte der vierachsige Typ Komsomolets, die erste Bauart mit vier Motoren. Die Motoren hatten eine Leistung von jeweils 50 kW und waren somit die ersten, die in der Lage waren Steigungen bis zu 72/1000 zu überwinden. Es wurden 25 Triebwagen sowie 16 Beiwagen hergestellt, die aber konstruktive Probleme mit den Bremsen aufwiesen. Nach wiederholten Unfällen wurden im Jahr 1970 alle Beiwagen ausgemustert und die Triebwagen auf weniger steigungsreichen Strecken eingesetzt. 1962 wurde der erste Gelenktriebwagen des Typs Kosmonaut vorgestellt. Die zweiteiligen Wagen mit der Achsformel Bo’2’Bo’ waren 22 Meter lang, hatten eine Dienstmasse von 28 Tonnen und vier Gleichstrommotoren mit einer Leistung von je 50 kW. Davon wurden insgesamt 63 Einheiten produziert. Die Qualität der Konstruktion ließ aber zu wünschen übrig, nach nur durchschnittlich 16 Jahren mussten die Wagen wieder ausgemustert werden. Nachdem die Mängel der beiden in Bulgarien entstandenen Bauarten analysiert wurden, begann die Produktion einer neuen Serie Straßenbahnwagen mit dem Namen Sofia. Fünf Prototypen des zweiteiligen Gelenkwagens Sofia wurden im Jahr 1965 hergestellt, 1970 folgte die dreiteilige Bauart Sofia 70. Die zweiteiligen Triebwagen hatten eine Länge von 20 Metern, eine Dienstmasse von 25 Tonnen und die Achsfolge Bo’2’Bo’, die dreiteiligen waren mit der Achsfolge Bo’2’2’Bo’ 27,3 Meter lang und 32 Tonnen schwer. Nach den Unfällen mit den vorherigen Typen wurde besonderen Wert auf die Bremsen gelegt und die Triebwagen erhielten eine Widerstandsbremse mit sieben Stufen, eine Druckluftbremse sowie zwei Handbremsen. Die Produktion endete 1980 nach drei Serien mit insgesamt 173 Triebwagen Sofia bzw. 208 Stück Sofia 70. Zwischen 1978 und 1981 wurde eine überarbeitete Serie dieser Fahrzeuge geliefert, die Sofia 100, bzw. Sofia 1300 benannt wurde. Technisch unterschied sie sich nicht von den Vorgängerbauarten, nur der Wagenkasten war nicht rund, sondern eckig und um etwa 3 Tonnen leichter. Die runden Sofia-Triebwagen schieden bis 2004 aus dem Linienverkehr aus und wurden verschrottet, die letzte Fahrt eines Wagens der Reihe Sofia 100 fand im Jahr 2013 statt. Der letzten bulgarischen Straßenbahnwagen waren die Typen T6M-700 mit sechs und T8M-900 mit acht Achsen, die zwischen 1986 und 1990 geliefert wurden und bis heute im Einsatz sind. Seitdem werden in dem Werk hauptsächlich Wagen repariert und modernisiert, dort wurden auch einige Gelenkwagen nachträglich mit einem Niederflur-Mittelteil ausgerüstet.
Im Jahr 1987 wurde in Sofia die erste regelspurige Straßenbahnstrecke eröffnet. Sie wird heute von der Linie 20 befahren. Davor waren alle Strecken schmalspurig mit 1009 Millimetern Spurweite. Zuerst wurden für die neue Regelspurlinie heimische Gelenkwagen auf Basis des Schmalspurmodells Sofia-100 gebaut, dabei war nur der Wagenkasten neu, die Motoren stammten aus ausgeschiedenen Oberleitungsbussen der Marke Škoda. Die Konstruktion wies eklatante Mängel auf und nach nur 2 Jahren Linienbetrieb mussten die Wagen T6-1000 wieder abgestellt und später verschrottet werden. Für die Regelspurlinien wurden dann Tatra T6B5-Wagen beschafft. Acht Jahre später wurde die zweite regelspurige Strecke fertiggestellt (heutige Linie 22). Ein Teil dieser Linie wird im Mischbetrieb auf Dreischienengleisen betrieben: Schmal- und regelspurig ist die Strecke im Boulevard Konstantin Velitschkov und Vaskresenije zwischen Pirotska-Straße und dem Betriebshof Krasna Poljana.

### Nach 1998
Seit der Inbetriebnahme der U-Bahn in Sofia werden kontinuierlich Strecken der Straßenbahn stillgelegt oder verlegt. So musste im Jahr 2000 die Linie zum Stadtviertel Darvenitza der U-Bahn weichen, da die Führung der U-Bahn über eine Straßenbahnbrücke erfolgte, im Jahr 2012 mit der Eröffnung der Linie 2 der U-Bahn wurden die Gleise auf dem Witoscha Boulevard stillgelegt und abgebaut, und mit Beginn der Bau der Linie 3 die Tunnelstrecke unter dem Nationalen Kulturpalast.
Die am 17. Februar 2010 eröffnete Regelspurlinie 23 (Wohnkomplex Druschba-2 – Wohnkomplex Druschba-1) stellt bisher die letzte Neubaustrecke dar. Diese Linie wurde im Jahr 2011 verlängert und bediente seitdem die Strecke Wohnkomplex Druschba-2 – Jugendtheater. Der Neubauabschnitt war schon mindestens seit 2006 fertiggestellt. Auch für die Verlängerung unter der Zarigradsko Chaussee hindurch westwärts bis zum Stadtbezirk Mladost waren Erdarbeiten durchgeführt beziehungsweise ein Gleisdreieck erstellt. Langfristig soll eine Verlängerung der Linie bis zur U-Bahn-Station Mladost 3 gebaut werden, aber die Bauarbeiten verzögerten sich immer wieder. Bis zur Vollendung der Strecke endet sie provisorisch an einer Stumpfendstelle, und da inzwischen der Zustand der Zweirichtungsfahrzeuge Duewag GT8Z, die 1995 aus Bonn übernommen wurden so schlecht geworden ist, dass nicht genügend Fahrzeuge zur Verfügung stehen, musste die Linie wieder bis Busbahnhof Geo Milew gekürzt werden.
Am 21. Juni 2013 wurde ein Vertrag zwischen der Stadt Sofia und dem polnischen Hersteller PESA über die Beschaffung von Niederflurwagen unterzeichnet. Sofia kaufte zum Preis von 33,5 Millionen Euro 20 Schmalspurwagen des Typs Pesa Swing. Dies waren die ersten Straßenbahnwagen mit 100 Prozent Niederfluranteil in Sofia. Die neuen Wagen wurden seit Ende März 2014 ausgeliefert, in den Jahren  2019, 2020, 2022 und 2023 bestellte die Stadtverwaltung weitere Exemplare dieses Modells, inzwischen verkehren bereits 67 Stück in der Stadt. Das Modell Pesa Swing stellt somit den meistverbreiteten Typ auf den Schienen und hat die alten Straßenbahnen aus heimischer Produktion verdrängt.

## Betriebshöfe
Abstellung, Wartung und Einsatz der Fahrzeuge erfolgt in folgenden Betriebshöfen und Werkstätten:

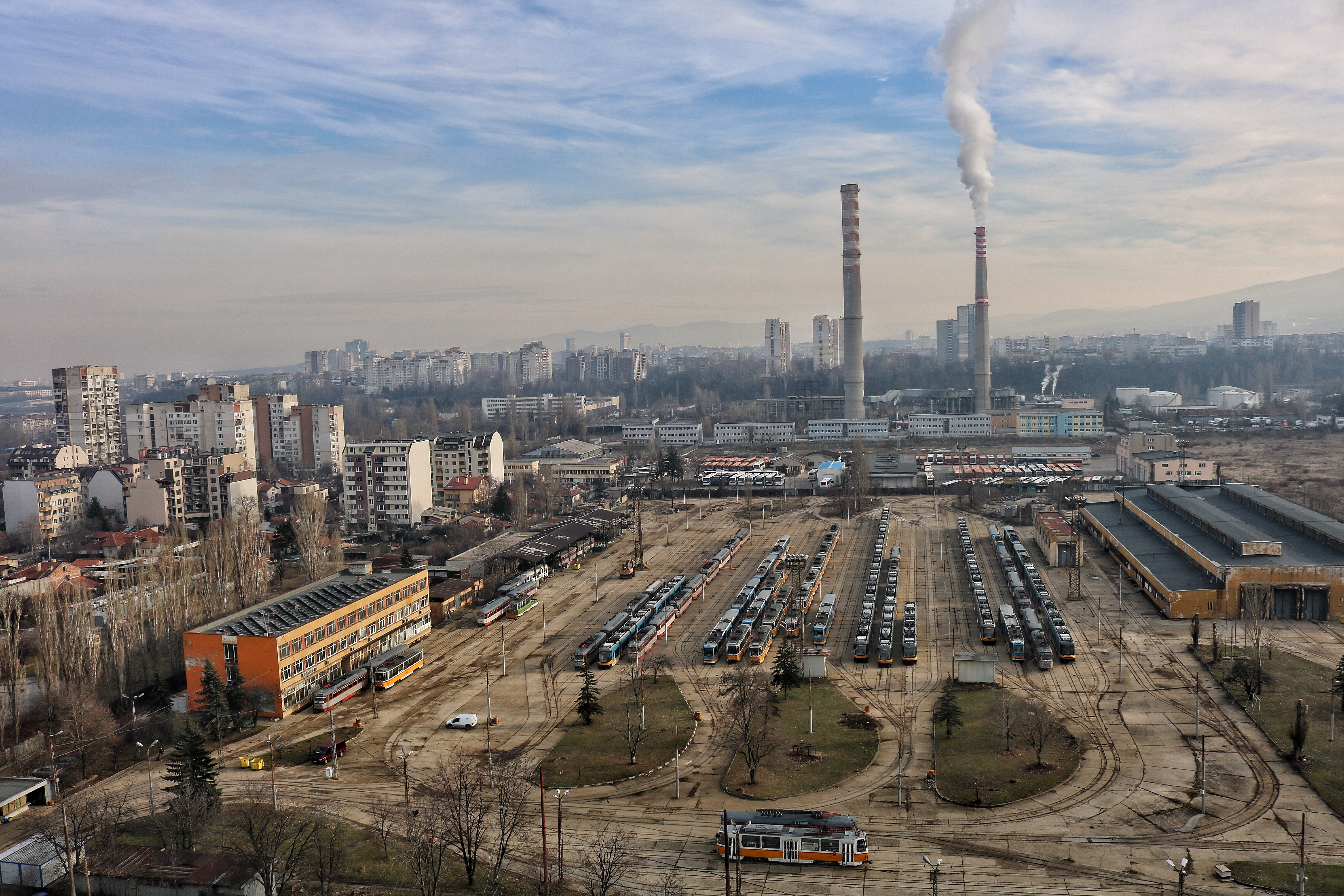
Depot Krasna Poljana, 2017

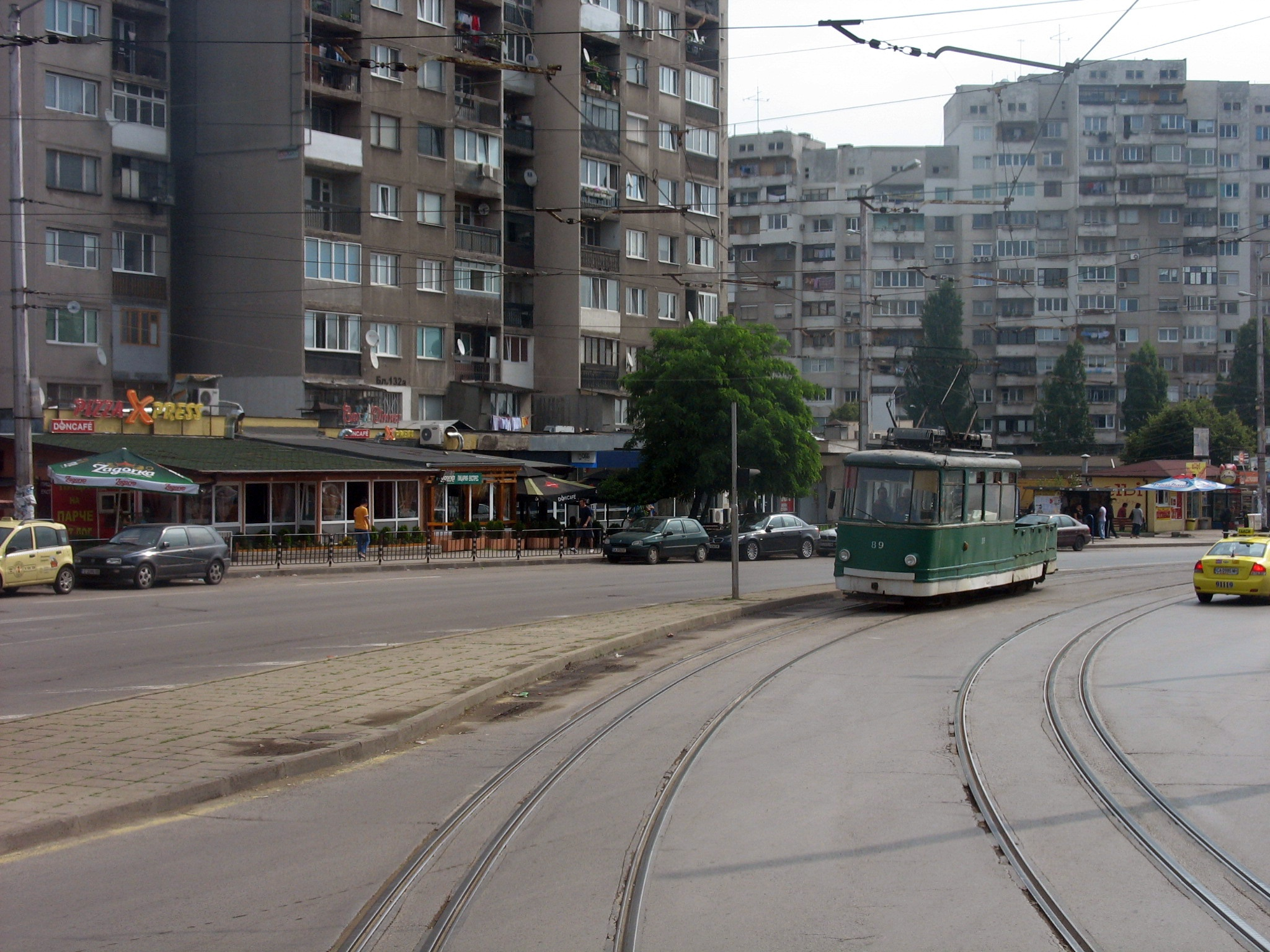
Arbeits- oder Gütertriebwagen 89 auf dem Dreischienengleisabschnitt in der Nähe vom Depot Krasna Poljana, 2010

- Depot Klokotniza (Клокотница) 42° 42′ 57,8″ N, 23° 18′ 27,1″ O – Erster Betriebshof. Dies war das älteste Straßenbahndepot in Sofia. Es wurde 1999 geschlossen. Zurzeit befindet sich dort ein Teil der Arbeitsfahrzeuge und Spezialfahrzeuge.
- Depot Krasno Selo (Красно село) 42° 40′ 37,3″ N, 23° 16′ 47,3″ O  – Dieses Depot wurde zum Unternehmen Tramcar umgewidmet, das Straßenbahnwagen und Oberleitungsbusse produziert und modernisiert. Ursprünglich war Krasno Selo der zweite Betriebshof.
- Depot Krasna Poljana (Красна Поляна) 42° 41′ 25,2″ N, 23° 16′ 50,4″ O– Zweiter Betriebshof
- Depot Banischora (Банишора) 42° 42′ 58,1″ N, 23° 18′ 27,9″ O– Dritter Betriebshof
- Depot Iskar (Искър) 42° 39′ 22,7″ N, 23° 24′ 42,2″ O  – Vierter Betriebshof. Dieses Depot wurde in den 1980er Jahren für die neuen Regelspurwagen gebaut.

## Statistik
- Die Durchschnittsgeschwindigkeit aller Straßenbahnzüge im Jahr 2010 betrug 12,7 km/h. Zum Vergleich: Die U-Bahn erreichte eine Reisegeschwindigkeit von 38,8 km/h, das Omnibusnetz 19,4 km/h.[12] Im Jahr 2014 wurde eine Durchschnittsgeschwindigkeit von 15,17 km/h ermittelt.[13]

- Im Jahr 2017 betrug das Durchschnittsalter des Fuhrparks 26 Jahre.[14]

- Im Netz gibt es 523 Weichen, davon liegen 231 in den Streckengleisen und 292 in den Betriebshöfen.[15]

- Im Jahr 2023 waren 174 Straßenbahnwagen in Linieneinsatz, 89 standen als Reserve, 40 wurden technisch überholt oder waren aus technischen Gründen nicht betriebsbereit. 190 Wagen waren älter als 24 Jahre, 17 zwischen 18 und 24 Jahren, 18 zwischen 12 und 18 Jahren, 25 zwischen 6 und 12 Jahren sowie 42 jünger als 6 Jahre (ausnahmslos PESA Swing)[16]

## Besonderheiten
Ein charakteristisches Merkmal der Bahnen in Sofia sind die neben der ersten Tür außen angebrachten Straßenbahnbriefkästen. Alle Wagen, die für Sofia gebaut wurden, sind damit ausgerüstet. Ausnahmen sind die aus dem Ausland übernommenen regelspurigen Gebrauchtfahrzeuge, die regelspurigen Wagen des Typs Tatra T6B5 und die PESA-Multigelenkwagen. Die Kästen werden an einigen zentralen Haltestellen in der Innenstadt geleert, von wo aus die Briefe zur weiteren Beförderung ins Hauptpostamt gebracht werden. Die meisten aus dem Ausland gebraucht übernommenen Wagen wurden nicht umlackiert, damit verkehren die Wagen noch im originalen Erscheinungsbild von Leipzig und Halle. Die T6 verkehren in einem gelb-weißen Anstrich mit roter Bauchbinde, der an die Fahrzeuge in Budapest erinnert.

## Linien und Fahrzeuge

### Linien  (Stand: 15. Dezember 2024)
| Linie | Linienweg | Halte | Fahrzeit | zuständiger Betriebshof | eingesetzte Fahrzeuge                |
| ----- | --- | ----- | -------- | ----------------------- | ------------------------------------ |
| 1     | Überführung Nadeschda (Надлез Надежда) – Hauptbahnhof – Fürstin-Marie-Louise-Boulevard – Zentralmarkthalle – Sweta-Nedelja-Platz – Alabin-Straße – Pette Kjoscheta (Praga-Boulevard) – Nationaler Kulturpalast – Witoscha-Boulevard – Wohnkomplex Iwan Wasow (ж.к. Иван Вазов) | 16    | 29 min   | Krasna Poljana          | Pesa Swing 122NaSF                   |
| 3     | Stadtviertel Orlandowzi ((кв. Орландовци)) – Zentralfriedhof – Hauptbahnhof – Christo-Botew-Boulevard – Wasraschdane-Platz – Alexandar-Stambolijski-Boulevard – Konstantin-Welitschkow-Boulevard – Bahnhof Zuckerfabrik (Гара Захарна фабрика) | 20    | 32 min   | Krasna Poljana          | Tatra T6A2                           |
| 4     | Nikola Petkow-Boulevard (Бул. Никола Петков) – Stadtviertel Owtscha kupel – Wohnkomplex Krasno Selo – Wohnkomplex Hippodrom/Wohnkomplex Lagera – Pirogow-Krankenhaus – Russisches Mahnmal – Makedonija-Platz – Christo-Botew-Boulevard – Hauptbahnhof – Kosloduj-Straße – Zentralfriedhof – Stadtviertel Orlandowzi (кв. Орландовци) | 23    | 34 min   | Krasna Poljana          | Pesa Swing 122NaSF                   |
| 5     | Stadtviertel Knjaschewo (кв. Княжево) – Zar Boris III.-Boulevard – Wohnkomplex Buxton – Wohnkomplex Krasno Selo – Wohnkomplex Hippodrom/Wohnkomplex Lagera – Russisches Mahnmal – Makedonija-Platz – Justizpalast (Съдебна палата) | 17    | 21 min   | Krasna Poljana          | Pesa Swing 122NaSF                   |
| 6     | Wohnkomplex Obelja-2 (ж.к. Обеля-2) – Wohnkomplex Wrabniza-1 – Wohnkomplex Nadjeschda – Wohnkomplex Swoboda – Stadtviertel Triagalnika – Unterführung Nadeschda – Hauptbahnhof – Christo-Botew-Boulevard – Makedonija-Platz – Pette Kjoscheta – Nationaler Kulturpalast – Witoscha-Boulevard – Wohnkomplex Iwan Wasow ((ж.к. Иван Вазов)) | 27    | 49 min   | Banischora              | Pesa Swing 122NaSF, T8M-700IT Inekon |
| 7     | U-Bahnhof Khan Kubrat (Метростанция Хан Кубрат) – Hauptbahnhof – Christo-Botew-Boulevard – Pette Kjoscheta (Praga-Boulevard) – Nationaler Kulturpalast – Witoscha-Boulevard – Balgaria-Boulevard – Wohnkomplex Borowo (ж.к. Борово) | 18    | 31 min   | Krasna Poljana          | Pesa Swing 122NaSF                   |
| 8     | Wohnkomplex Ljulin-5 (ж.к. Люлин-5) – Pantscho-Wladigerow-Boulevard – Kooperativen Pasar Ljulin – U-Bahnhof Ljulin – Zarin-Joanna-Boulevard – U-Bahnhof Wardar – Wohnkomplex Westpark – Alexandar-Stambolijski-Boulevard – Wasraschdane-Platz – Makedonija-Platz – Justizpalast (Съдебна палата) | 20    | 35 min   | Banischora              | Be 4/6 S                             |
| 10    | Wohnkomplex Westpark (ж.к. Западен парк) – Alexandar-Stambolijski-Boulevard – Makedonija-Platz – Alabin-Straße – Justizpalast – Slawejkow-Platz – Graf-Ignatiew-Straße – U-Bahnhof Wassil-Lewski-Stadion – Priesterseminar – Stadtviertel Chladilnika U-Bahnhof Witoscha (кв. Хладилника Метростанция Витоша) | 24    | 39 min   | Krasna Poljana          | Tatra T6A2, Tatra T6A2-SF-99         |
| 11    | Stadtviertel Ilijanzi (кв. Илиянци) – Ilijanzi-Markt – Roschen-Boulevard – Stadtviertel Triagalnika – Depot Banischora – Gabrowo-Boulevard – Konstantin-Welitschkow-Boulevard – Waskresenie-Boulevard – Depot Krasna Poljana – Busbahnhof Owtscha Kupel – Zar Boris III.-Boulevard – Nikola-Petkow-Boulevard (Gornobanski-Weg) (бул. Никола Петков)-Stadtviertel Knjaschewo (кв. Княжево) | 32    | 60 min   | Banischora              | Т8М-900М, T8K-503                    |
| 12    | Stadtviertel Ilijanzi (кв. Илиянци) – Ilijanzi-Markt – Roschen-Boulevard – Stadtviertel Triagalnika – Überführung Nadjeschda – Hauptbahnhof – Fürstin-Marie-Louise-Boulevard – Zentralmarkthalle – Sweta-Nedelja-Platz – Slawejkow-Platz – Graf-Ignatiew-Straße – U-Bahnhof Wassil-Lewski-Stadion – Journalist-Platz (пл. Журналист) | 21    | 46 min   | Banischora              | Be 4/6 S                             |
| 15    | Wohnkomplex Buxton(кв. Бъкстон) – Wohnkomplex Krasno Selo – Wohnkomplex Hippodrom/Wohnkomplex Lagera – Russisches Mahnmal – Makedonija-Platz – Justizpalast – Slawejkow-Platz – Graf-Ignatiew-Straße – U-Bahnhof Wassil-Lewski-Stadion – Priesterseminar – Stadtviertel Chladilnika U-Bahnhof Witoscha (кв. Хладилника Метростанция Витоша) | 24    | 32 min   | Krasna Poljana          | Tatra T6A2, Tatra T6A2-SF-99         |
| 18    | Stadtviertel Orlandowzi (кв. Орландовци) – Zentralfriedhof – Kosloduj-Straße – Löwenbrücke – Fürstin-Maria-Luisa-Boulevard – Zentralmarkthalle – Sweta-Nedelja-Platz – Slawejkow-Platz – Graf-Ignatiew-Straße – U-Bahnhof Wassil-Lewski-Stadion – Journalist-Platz (пл. Журналист) | 14    | 23 min   | Krasna Poljana          | Pesa Swing 122NaSF                   |
| 20    | Depot Iskar (Депо Искър) – Bahnhof Iskar – Iskarsko Chaussee – Wohnkomplex Druschba-1 – Assen-Jordanow-Boulevard – Busbahnhof Geo Milew – Schiptschenski-Prochod-Boulevard – Wohnkomplex Geo Milew – Sitnjakowo-Boulevard – Bahnhof Podujane – Madrid-Boulevard – Theater Sofia – Fürst-Alexander-Dondukow-Boulevard – Jugendtheater – Batscho – Kiro-Straße (nur in Richtung U-Bahnhof Opaltschenska) / Weslez-Straße (nur in Richtung Depot Iskar) – Zentralmarkthalle – Schenski-Markt – Pirotska-Straße – U-Bahnhof Opaltschenska (Метростанция Опълченска) | 29    | 42 min   | Iskar                   | Tatra T6B5                           |
| 21    | Busbahnhof Geo Milew (Гео Милев) – Schiptschenski-Prochod-Boulevard – Wohnkomplex Geo Milew – Sitnjakowo-Boulevard – Bahnhof Podujane – Madrid-Boulevard – Theater Sofia – Fürst-Alexander-Dondukow-Boulevard – Jugendtheater – Batscho – Kiro-Straße (nur in Richtung U-Bahnhof Opaltschenska) / Weslez-Straße (nur in Richtung Depot Iskar) – Zentralmarkthalle – Schenski-Markt – Pirotska-Straße – U-Bahnhof Opaltschenska (Метростанция Опълченска) | 18    | 27 min   | Iskar                   | Tatra T6B5                           |
| 22    | Busbahnhof Ost (Автостанция Изток) – Botewgradsko Chaussee – Bahnhof Podujane – Madrid-Boulevard – Theater Sofia – Fürst-Alexander-Dondukow-Boulevard – Jugendtheater – Batscho-Kiro-Straße (nur in Richtung Depot Krasna Poljana) / Weslez-Straße (nur in Richtung Busbahnhof Ost) – Zentralmarkthalle – Zentralmarkt – Pirotska-Straße – U-Bahnhof Konstantin Welitschkow – Konstantin Welitschkow-Boulevard – Depot Krasna Poljana (Депо Красна поляна) | 28    | 44 min   | Iskar                   | Tatra T6A5                           |
| 23    | Obikolna-Straße (Wohnkomplex Druschba-2) (ул. Обиколна) – Kopenhagen-Boulevard – Industriegebiet Iskar – Bahnhof Iskar – Wohnkomplex Druschba-1 – Asen-Jordanow-Boulevard – Busbahnhof Geo Milew (Гео Милев) | 14    | 19 min   | Iskar                   | Duewag GT8Z                          |
| 27    | Gara Sofia Sewer (Гара София-Север) – Überführung Nadjeschda – Hauptbahnhof – Fürstin-Marie-Louise-Boulevard – Zentralmarkthalle – Sweta-Nedelja-Platz – Alabin-Straße – Pette Kjoscheta (Praga-Boulevard) – Nationaler Kulturpalast – Witoscha-Boulevard – Balgaria-Boulevard – Wohnkomplex Borowo | 22    | 38 min   | Krasna Poljana          | Pesa Swing 122NaSF                   |

### Gegenwärtiger Fahrzeugbestand
Liste der gegenwärtig in Sofia eingesetzten Wagen:
| Bild | Typ                | Baujahre                              | Anzahl       | Spurweite       | Bemerkungen                                                                     | Nummern                                                |
| ---- | ------------------ | ------------------------------------- | ------------ | --------------- | ------------------------------------------------------------------------------- | ------------------------------------------------------ |
|      | Pesa Swing 122NaSF | 2013, 2016, 2019, 2020, 2022 und 2023 | 67           | 1009 Millimeter | Niederflur                                                                      | 2301–2367                                              |
|      | Be 4/6 S           | 1990                                  | 28           | 1009 Millimeter | Mittelteil Niederflur, 2017 gebraucht aus Basel übernommen                      | 659–685                                                |
|      | Tatra T4D-C        | 1981–1986                             | 5 Triebwagen | 1009 Millimeter | aus Halle 2011 übernommen, abgestellt                                           | 1143, 1171, 1175, 1187, 1199                           |
|      | Tatra B4D-C        | 1981–1986                             | 4 Beiwagen   | 1009 Millimeter | aus Halle 2011 übernommen, abgestellt                                           | 176, 183, 196, 210                                     |
|      | Tatra T6A2         | 1990 und 1999                         | 57           | 1009 Millimeter | Version T6A2B für Sofia                                                         | 3001–3025(T6A2), 2026–2040 (T6A2), 2041–2057 (T6A2-SF) |
|      | Т8М-700IT Inekon   | 2008–2009                             | 18           | 1009 Millimeter | Mittelteil Niederflur                                                           | 3401–3418                                              |
|      | Т8М-900М           | 1999                                  | 5            | 1009 Millimeter | Mittelteil Niederflur, ab 1999 Umbau aus ausgemusterte T6M-700M                 | 916, 929, 932, 933, 934                                |
|      | T8K-503            | 2009–2014                             | 9            | 1009 Millimeter | Zweirichtungswagen mit zwei Führerständen, basierend auf ausgemusterten T8M-900 | 503–511                                                |
|      | Tatra T6B5         | 1988                                  | 37           | 1435 Millimeter |                                                                                 | 4101–4137                                              |
|      | Tatra T6A5         | 1995–1997                             | 55           | 1435 Millimeter | 2016, 2017, 2019 und 2020 gebraucht aus Prag übernommen                         | 4140–4194                                              |
|      | Tatra T4D-M        | 1981                                  | 7 Triebwagen | 1435 Millimeter | 2010 aus Leipzig übernommen, LVB-Typ 33d, abgestellt                            | 4034, 4035, 4042, 4045, 4049, 4059, 4077               |
|      | Tatra B4D-M        | 1981                                  | 2 Beiwagen   | 1435 Millimeter | aus Leipzig 2010 übernommen, LVB-Typ 65c, abgestellt                            | 4760, 4764                                             |
|      | Duewag T4+B4       | 1960                                  | 1            | 1435 Millimeter | 1995 aus Bonn übernommen, abgestellt                                            | 4208 mit Beiwagen 4281                                 |
|      | Duewag GT6         | 1965                                  | 1            | 1435 Millimeter | 1995 aus Bonn übernommen, abgestellt                                            | 4234                                                   |
|      | Duewag GT8Z        | 1960/1965                             | 6            | 1435 Millimeter | Zweirichtungsfahrzeuge 1995 aus Bonn übernommen                                 | 4401, 4405, 4410, 4411, 4413, 4415                     |
|      | T6MD-1000          | 1987                                  | 1            | 1435 Millimeter | abgestellt                                                                      | 4027                                                   |

### Sonderfahrzeuge
| Nummern     | Typ                     | Anzahl | Bemerkungen                                                                                       |
| ----------- | ----------------------- | ------ | ------------------------------------------------------------------------------------------------- |
| 80, 81, 82  | Stromerzeugungsaggregat | 3      | T4M-50                                                                                            |
| 84, 85, 416 | Schneeräumfahrzeug      | 3      | 84 und 85 Modell T4M-50, Wagen Nr. 416 T6M-400 Sofia 100 auf Regelspur umgespurt                  |
| 4080        | Arbeitswagen            | 1      | Tatra T4D-M, Regelspur, 2024 als Arbeitswagen umgebaut                                            |
| 88          | Rangierfahrzeug         | 1      | T4M-900                                                                                           |
| 89          | Güterstraßenbahnwagen   | 1      | offene Plattform für Transport von Lasten zwischen den Betriebshöfen, Umbau aus Т6М-400 Sofia 100 |
| 708         | Fahrschulwagen          | 1      | T6M-700                                                                                           |

### Ausgeschiedene Fahrzeuge
Liste der historischen Fahrzeuge
| Bild | Typ                               | Baujahre  | Anzahl            | Bemerkungen | Letzte Linienfahrt |
| --- | --------------------------------- | --------- | ----------------- | --- | ------------------ |
| | Franco-Belge                      | 1901      | 29                | Nummern 1–26 zur Eröffnung 1901, 3 weitere (Nummern 27–29) kamen 1903 hinzu |                    |
| Bild gesucht Die Wikipedia wünscht sich an dieser Stelle ein Bild vom Ort mit diesen Koordinaten 42.716046 23.307531 . Motiv: Straßenbahn Typ Zeppelin im Depot Klokotniza (Vermutung) Falls du dabei helfen möchtest, erklärt die Anleitung , wie das geht. BW                          | Zeppelin                          | 1908      | 6                 | Nummern 34–39 | 1976               |
| Bild gesucht Die Wikipedia wünscht sich an dieser Stelle ein Bild vom Ort mit diesen Koordinaten 42.716046 23.307531 . Motiv: Straßenbahn Typ Charleroi im Depot Klokotniza (Vermutung) Falls du dabei helfen möchtest, erklärt die Anleitung , wie das geht. BW                         | Charleroi                         | 1914      | 12                | ursprüngliche Nummern 51–62, Wagen 564 erhalten |                    |
| Bild gesucht Die Wikipedia wünscht sich an dieser Stelle ein Bild vom Ort mit diesen Koordinaten 42.716046 23.307531 . Motiv: Straßenbahn Typ Siemens Wagen 35 im Depot Klokotniza (Vermutung) Falls du dabei helfen möchtest, erklärt die Anleitung , wie das geht. BW                  | Siemens                           | 1924      | 30                | Wagen 35 erhalten | 1968               |
| Bild gesucht Die Wikipedia wünscht sich an dieser Stelle ein Bild vom Ort mit diesen Koordinaten 42.716046 23.307531 . Motiv: Straßenbahn Typ Franco-Belge im Depot Klokotniza (Vermutung) Falls du dabei helfen möchtest, erklärt die Anleitung , wie das geht. BW                      | Franco-Belge und BBC              | 1928      | 15                | Nummern 51–65 | 1966               |
| Bild gesucht Die Wikipedia wünscht sich an dieser Stelle ein Bild vom Ort mit diesen Koordinaten 42.716046 23.307531 . Motiv: Straßenbahn Typ Ateliers Metallurgique de Nivelle im Depot Klokotniza (Vermutung) Falls du dabei helfen möchtest, erklärt die Anleitung , wie das geht. BW | Ateliers Metallurgique de Nivelle | 1928      | 10                | Nummern 106–115 | 1968               |
| Bild gesucht Die Wikipedia wünscht sich an dieser Stelle ein Bild vom Ort mit diesen Koordinaten 42.716046 23.307531 . Motiv: Straßenbahn Typ Energie im Depot Klokotniza (Vermutung) Falls du dabei helfen möchtest, erklärt die Anleitung , wie das geht. BW                           | Energie                           | 1929      | 30 Beiwagen       | Nummern 401–430 |                    |
| Bild gesucht Die Wikipedia wünscht sich an dieser Stelle ein Bild vom Ort mit diesen Koordinaten 42.716046 23.307531 . Motiv: Straßenbahn Typ MAN im Depot Klokotniza (Vermutung) Falls du dabei helfen möchtest, erklärt die Anleitung , wie das geht. BW                               | MAN und AEG                       | 1931      | 15                | Nummern 66–80 | 1980               |
| | MAN und Siemens                   | 1935      | 12                | Nummern 81–92, Wagen 92 als Museumswagen rekonstruiert, Wagen 83 vor der Zentralmarkthalle als Touristeninformationszentrum aufgestellt.                                                                                | 1976               |
| | Kardalew                          | 1935      | 12                | Nummern 501–512, Wagen 501 als Museumswagen rekonstruiert. | 1976               |
| Bild gesucht Die Wikipedia wünscht sich an dieser Stelle ein Bild vom Ort mit diesen Koordinaten 42.716046 23.307531 . Motiv: Straßenbahn Typ DTO im Depot Klokotniza (Vermutung) Falls du dabei helfen möchtest, erklärt die Anleitung , wie das geht. BW                               | DTO                               | 1935      | 6                 | Nummern 241–246 | 1964               |
| Bild gesucht Die Wikipedia wünscht sich an dieser Stelle ein Bild vom Ort mit diesen Koordinaten 42.716046 23.307531 . Motiv: Straßenbahn Typ Breda im Depot Klokotniza (Vermutung) Falls du dabei helfen möchtest, erklärt die Anleitung , wie das geht. BW                             | Breda                             | 1938      | 20                | Wagen 551 als Museumswagen erhalten | 1976               |
| Bild gesucht Die Wikipedia wünscht sich an dieser Stelle ein Bild vom Ort mit diesen Koordinaten 42.716046 23.307531 . Motiv: Straßenbahn Typ Republika im Depot Klokotniza (Vermutung) Falls du dabei helfen möchtest, erklärt die Anleitung , wie das geht. BW                         | Republika (mit Bwg)               | 1951–1960 | 20 Twn und 24 Bwg | Nummern 221-240 (Twg) und 521–544 (Bwg), Wagen 240 und 538 als Museumswagen erhalten | 1982               |
| Bild gesucht Die Wikipedia wünscht sich an dieser Stelle ein Bild vom Ort mit diesen Koordinaten 42.716046 23.307531 . Motiv: Straßenbahn Typ Komsomoletz im Depot Klokotniza (Vermutung) Falls du dabei helfen möchtest, erklärt die Anleitung , wie das geht. BW                       | Komsomoletz (mit Bwg)             | 1959–1962 | 25 Twn und 14 Bwg | Nummern 701–725 (Tw) und 1001–1016 (Bw) | 1973               |
| | Kosmonaut                         | 1962–1965 | 63                | Nummern 901–961 (Tw) | 1987               |
| | Sofia                             |           | 173               | | 2004               |
| | Sofia 70                          |           | 208               | Wagen 173 als Museumswagen erhalten | 2004               |
| | Т8М-301 Balgarija 1300            | 1981      | 26                | Wagen 306 als Museumswagen erhalten | 2014               |
| | Т6М-400 Sofia 100                 | 1978–1981 | 69                | | 2014               |
| Bild gesucht Die Wikipedia wünscht sich an dieser Stelle ein Bild vom Ort mit diesen Koordinaten 42.716046 23.307531 . Motiv: Straßenbahn Typ T6M-700M im Depot Krasna Poljana (Vermutung) Falls du dabei helfen möchtest, erklärt die Anleitung , wie das geht. BW                      | T6M-700M                          | 1987–1988 | 40                | Nummern 726–729, 826, 827 und 833–863, ursprünglich zweiteilig, ab 2000 wurden alle Wagen mit einem Mittelteil versehen, einige als Т8М-900 (hochflurig), die restlichen mit einer Niederflurmittelsektion als Т8М-900М | 2016               |
| | Т8М-900                           | 1987–1988 | mind. 14 Tbw      | Mittelteil später hinzugefügt, einige zu Zweirichtungswagen T8K-503 umgebaut | 2016               |
| | T6M-700                           | 1986–1988 | 54                | zweiteilige Gelenktriebwagen, Nummern 701–725 und 801-825, 828-831, ab 2009 Modernisierung mit neuer Fahrerkabine | Juli 2023          |
| Bild gesucht Die Wikipedia wünscht sich an dieser Stelle ein Bild vom Ort mit diesen Koordinaten 42.656307 23.412539 . Motiv: Straßenbahn Typ T6MД-1000 im Depot Iskar (Vermutung) Falls du dabei helfen möchtest, erklärt die Anleitung , wie das geht. BW                              | T6MД-1000                         | 1988      | 31                | Nummern 1001–1031, Wagen 1027 als 4027 modernisiert, Rest verschrottet, Regelspur, die Wagen 1002–1005 hatten beidseitig Türen und waren für Pendelzüge in Doppeltraktion vorgesehen.                                   | 1991               |

## Erinnerungskultur
Der im Jahr 1935 bei MAN und Siemens erbaute Triebwagen 83 wurde im Jahr 2024 restauriert und vor der Zentralen Markthalle aufgestellt. Seit dem 16. Dezember 2024 dient er als  Touristeninformationszentrum.

## Bilder und Videos

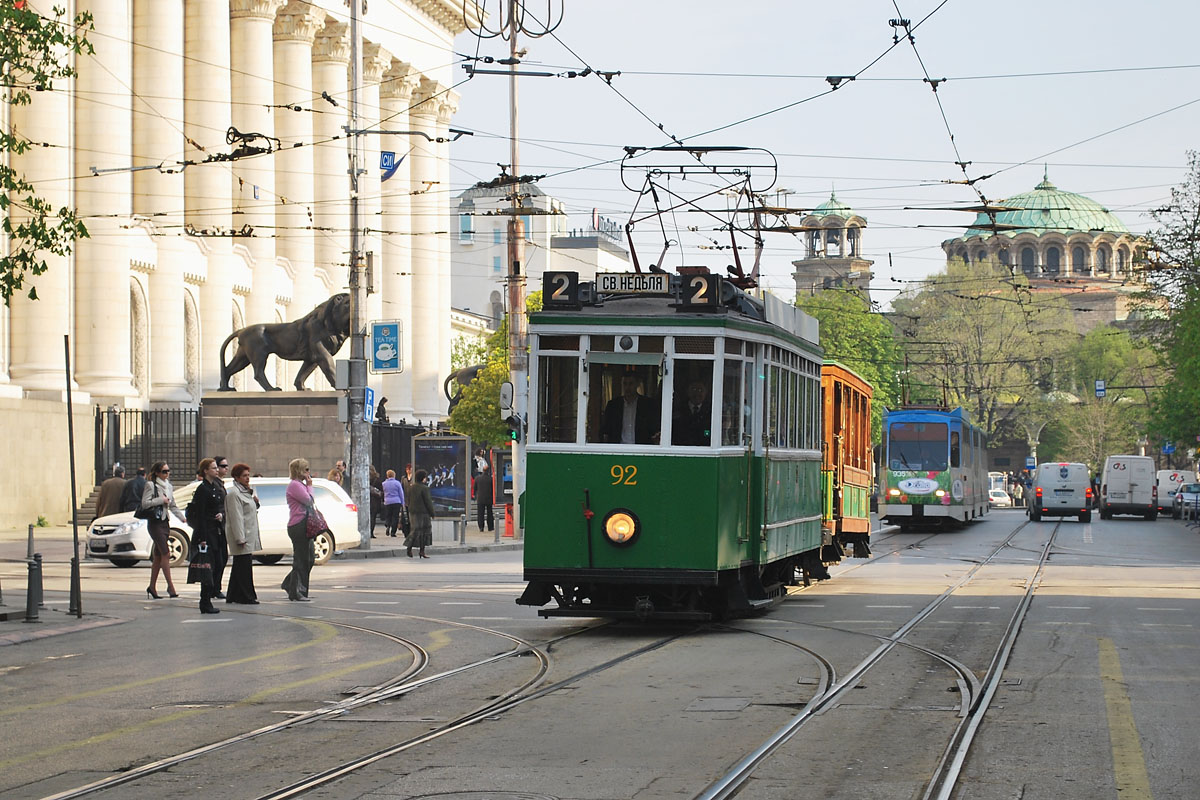
Triebwagen MAN-Siemens 1935 mit Kardalew-Beiwagen
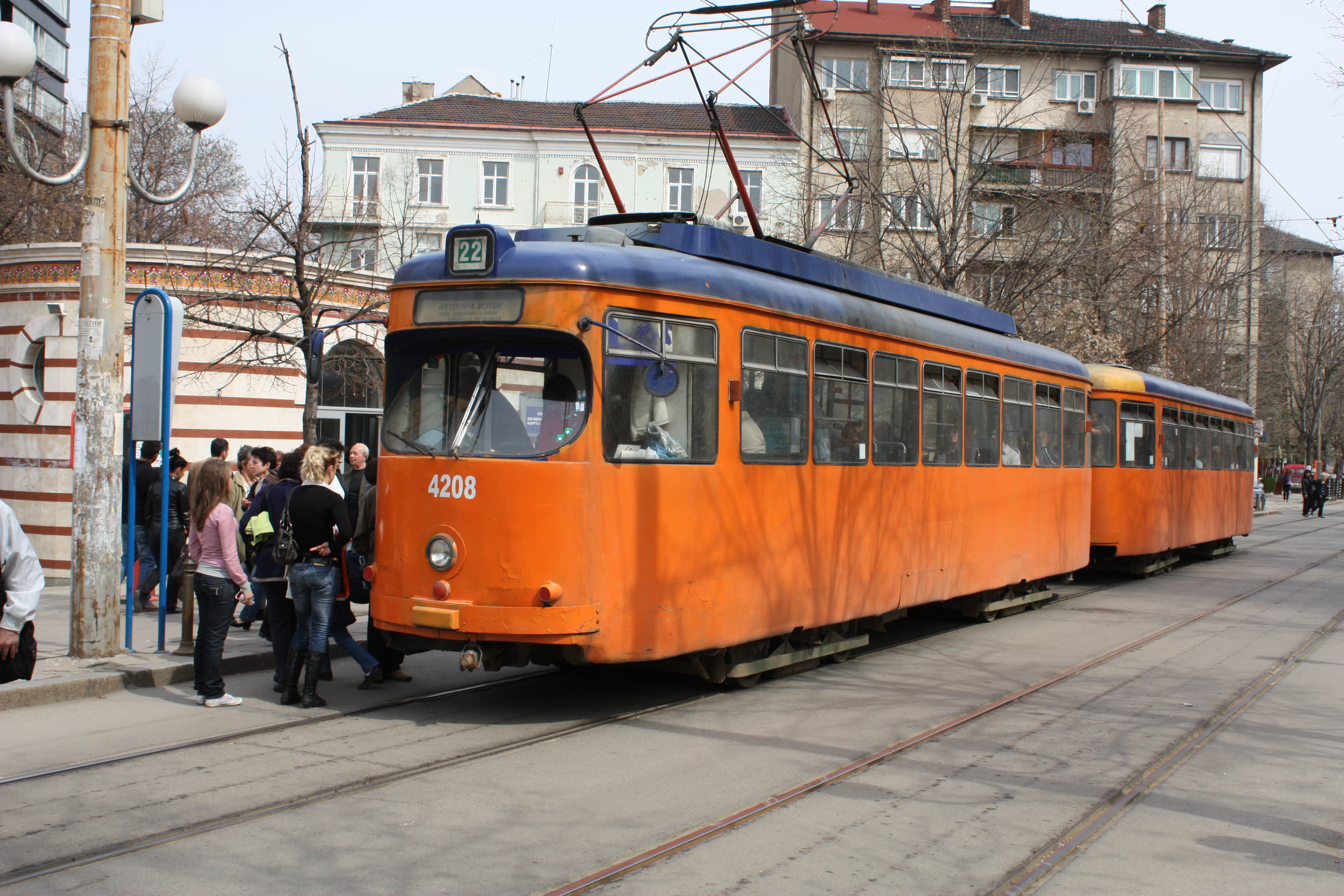
Triebwagen Duewag T4 mit Beiwagen Duewag B4
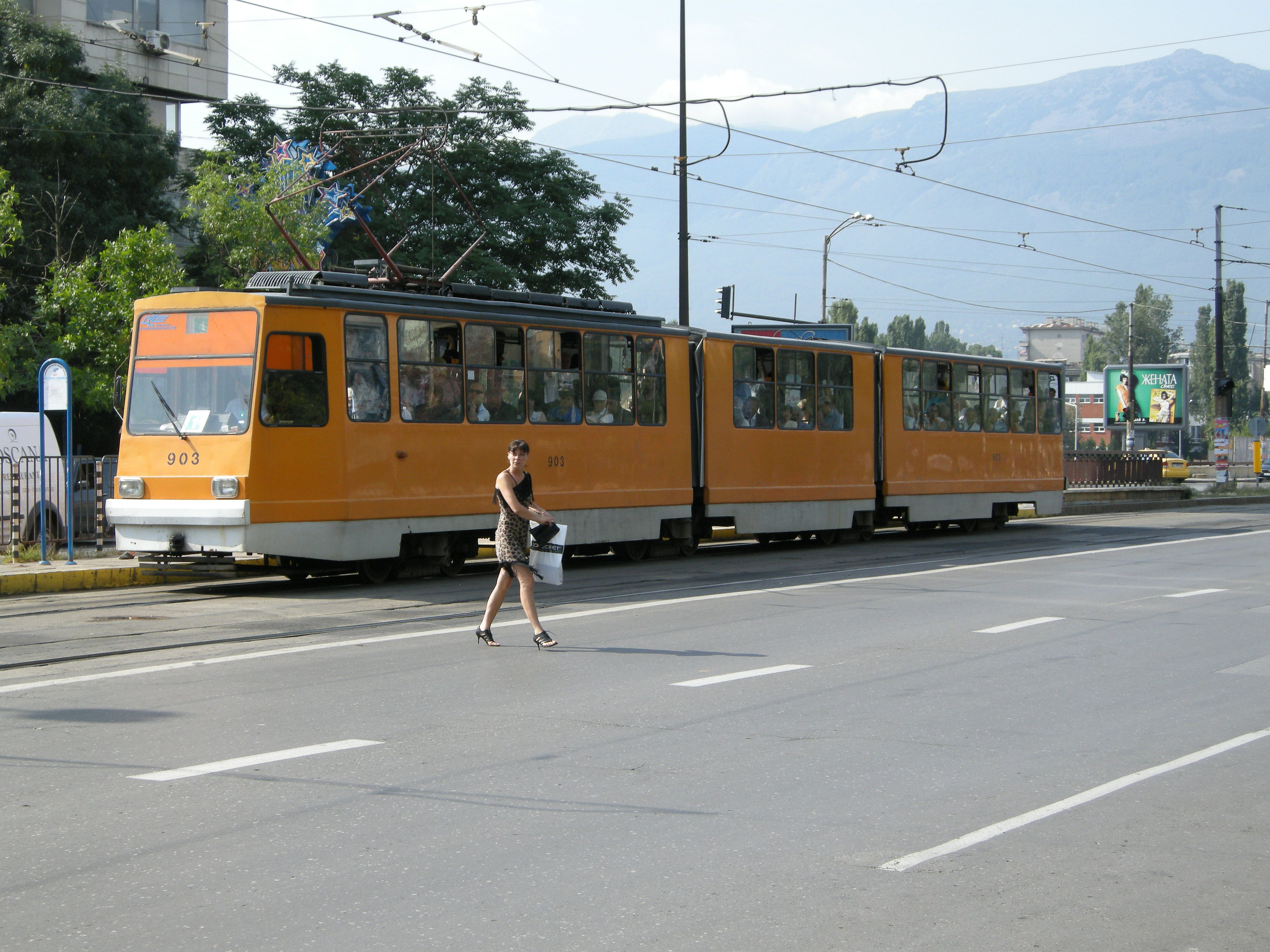
Triebwagen Т8М-900
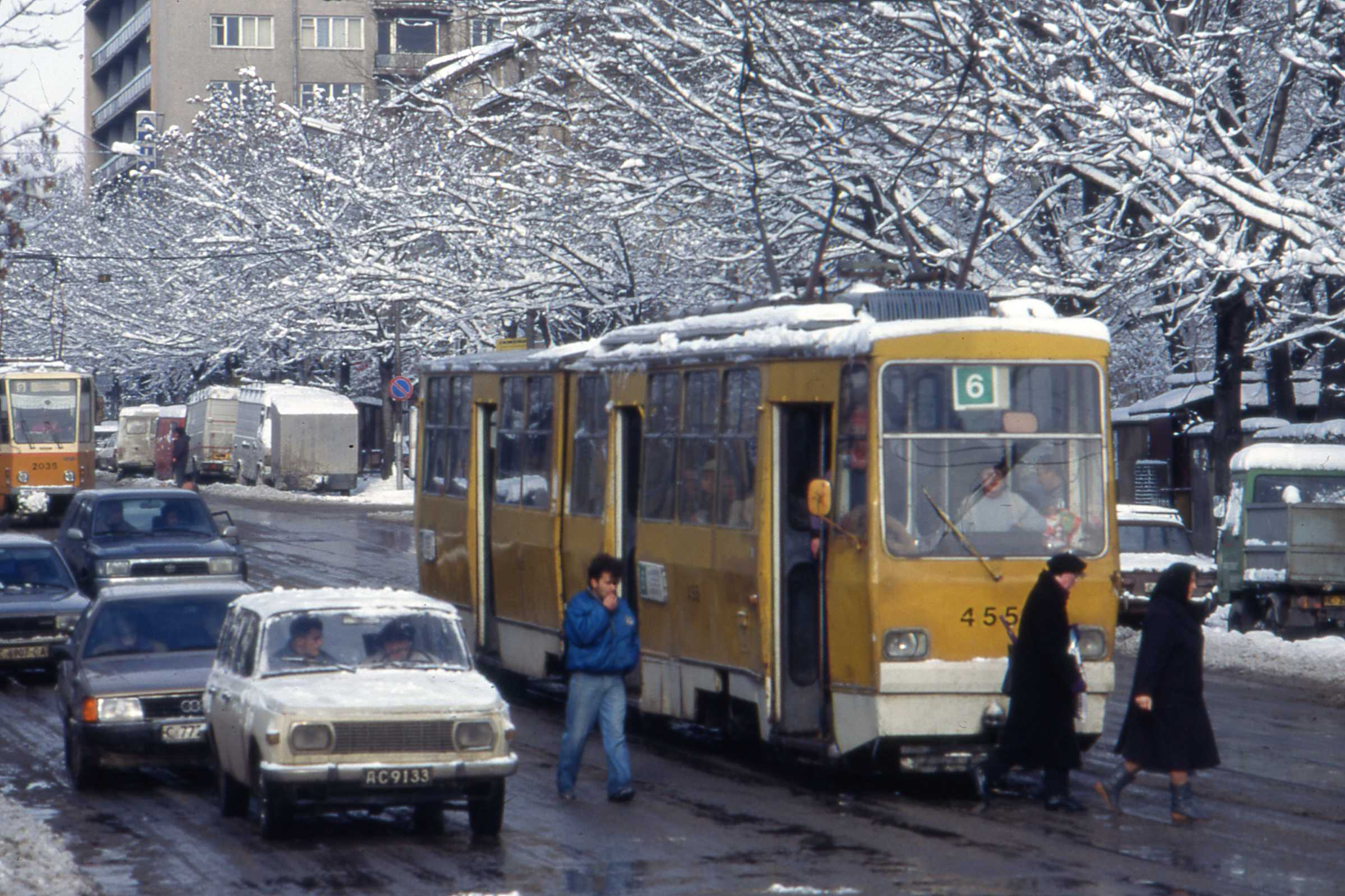
Triebwagen Т6М-400 Sofia 100
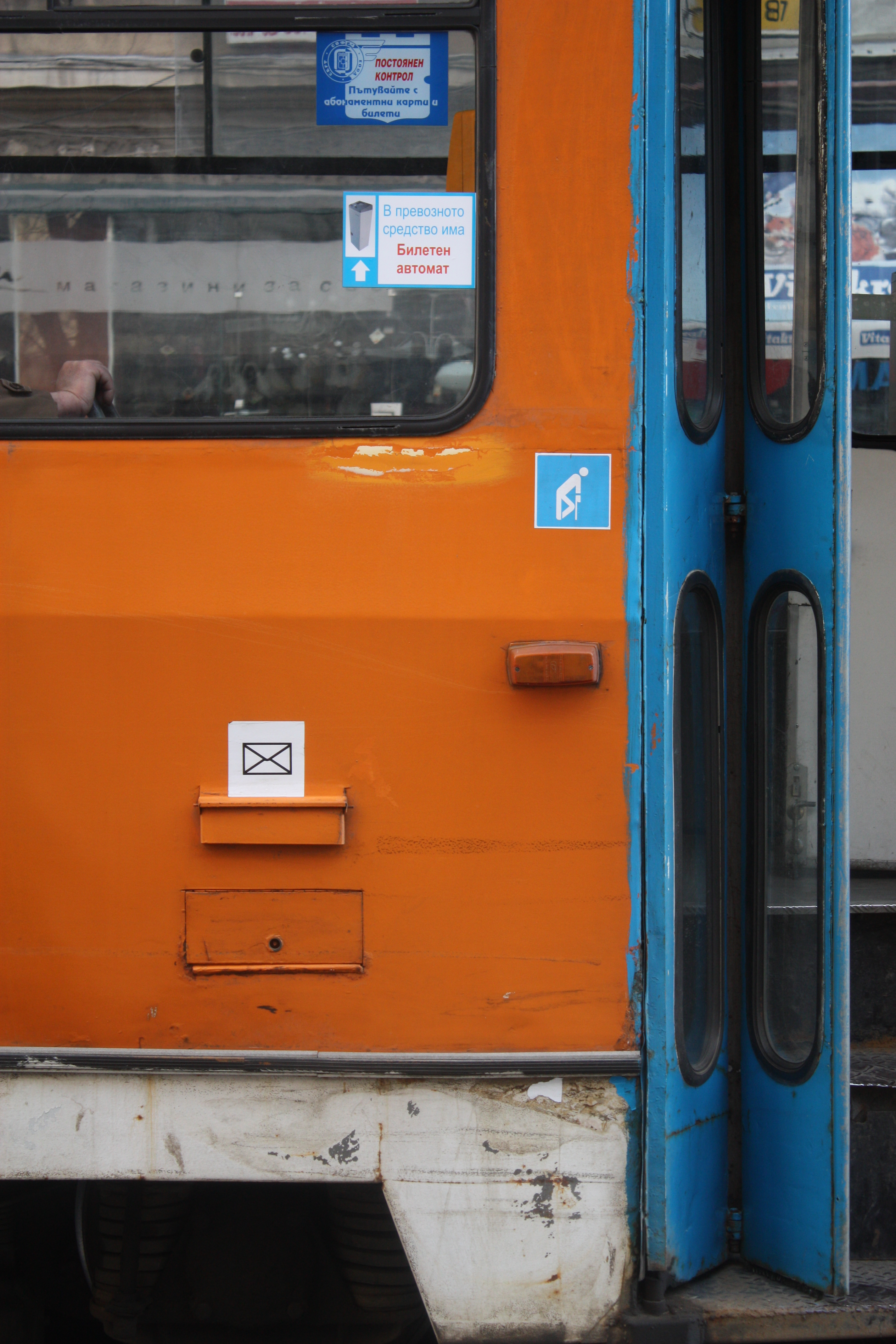
Straßenbahnbriefkasten in Sofia

- Straßenbahnen auf der Löwenbrücke in Sofia
- Straßenbahnen vor der Kathedrale Sweta Nedelja in Sofia
- Straßenbahnen fahren vor dem Justizpalast in Sofia
- Straßenbahnen vom Typ Т8М-700IT Inekon in der Wendeschleife am Justizpalast in Sofia